# Buonasera ovunque voi siate

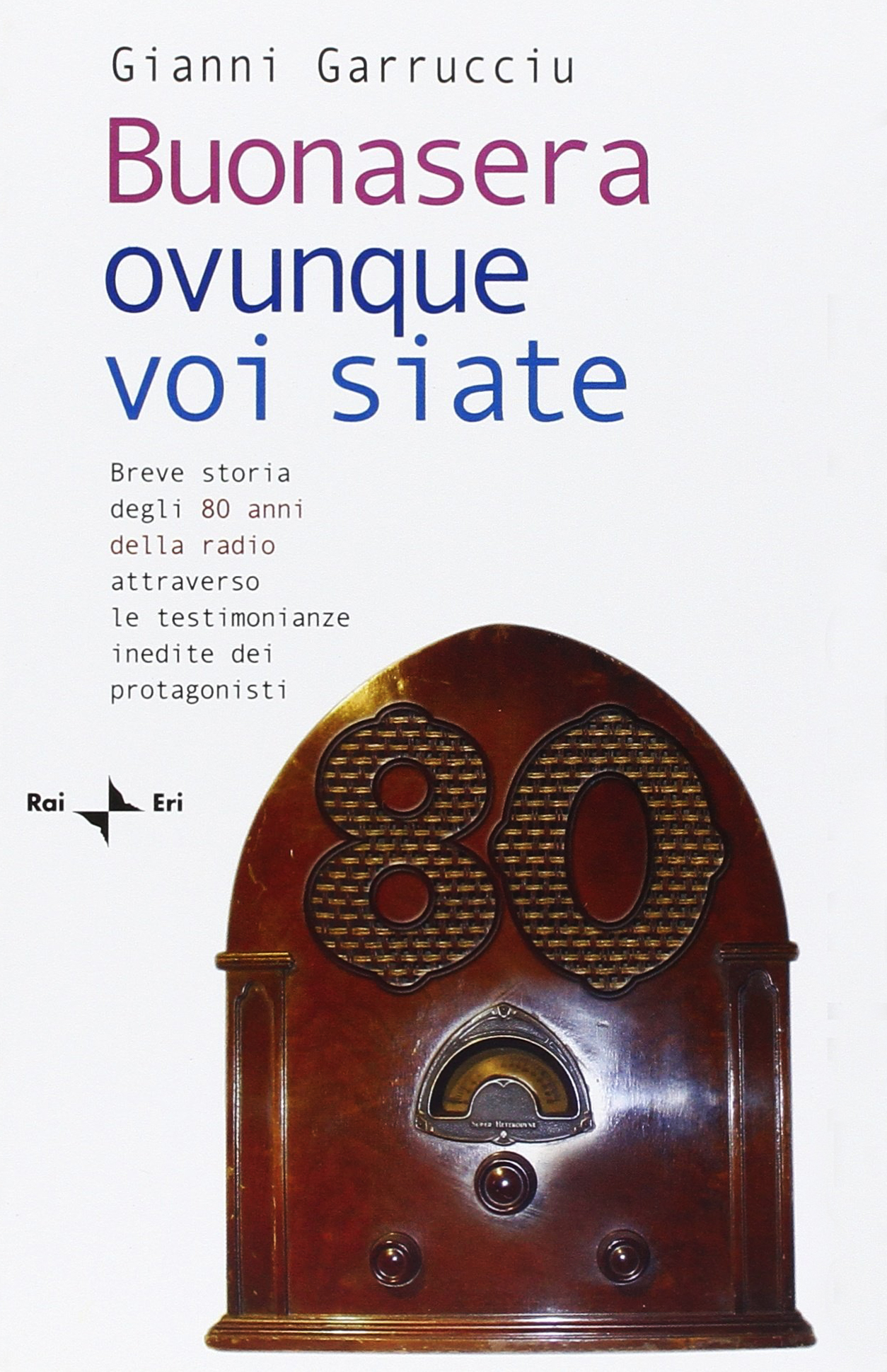

Buonasera ovunque voi siate è stato scritto da Gianni Garrucciu nel 2004.
Racconta i primi ottant'anni della Radio attraverso le testimonianze inedite di alcuni tra i maggiori protagonisti. Ma allo stesso tempo ricostruisce anche parte della storia dell'Italia della seconda guerra mondiale e dell'immediato dopoguerra. Una sorta di romanzo nel quale numerosi personaggi accompagnano il lettore attraverso i momenti drammatici della guerra, quelli difficili ma esaltanti della ricostruzione, sino alle rivoluzioni culturali e musicali dei nostri giorni.
Buonasera ovunque voi siate (il titolo è stato scelto da Renzo Arbore che ha reso una tra le più belle testimonianze presenti nel libro) riporta numerose curiosità storiche e i risvolti ironici di ottant'anni della vita italiana: dai giornalisti Jader Jacobelli (il primo a dare la notizia della fine della seconda guerra mondiale, prima ancora della BBC di Londra) a Sergio Zavoli, Enzo Biagi, Gustavo Selva, Marcello Del Bosco, Biagio Agnes, Giovanni Garofalo e Gianni Bisiach; dal presidente emerito della Repubblica italiana Francesco Cossiga a Giulio Andreotti; da Rino Icardi a Carlo Giuffré, Renzo Arbore e Paolo Villaggio.
Buonasera ovunque voi siate si chiede quale dei due strumenti (quello radiofonico e quello televisivo) offra più spazio all'informazione e consenta l'intuizione; in quale sia più nitida la percezione della verità. La Radio vince, perché alla radio è affidata una porzione non trascurabile del destino del nostro pianeta.

## Edizioni
- Gianni Garrucciu, Buonasera ovunque voi siate. Breve storia degli 80 anni della radio attraverso le testimonianze inedite dei protagonisti., I ed., RAI-ERI, 2004,  p. 156, ISBN 88-397-1324-7.